# SKINOW
『SKINOW』（スキーナウ）は、日本テレビ→テレビ東京で1982年から1997年3月29日まで放送されていたサロモン一社提供のスキー専門番組。
「SKI NOW '○○」のように、半年放送時代は82-83年の放送であれば'83とタイトルの最後にシーズン終盤の西暦下2桁がつく。

## 概要
スキーブームがおきていた時代背景もあり、スキーヤーの熱烈な支持を集めた番組。海外ロケを踏まえた本格的なスキー専門番組でもある。番組開始初期は、サロモンの一社提供で開始し、海外ロケ企画も多く、販売価格の安い深夜帯枠でも番組制作費は相当なものだったが、サロモンとしては自社の利益というより、スキー業界全体の盛り上がりを目指し、テレビ番組開始に至ったと言われているパイオニア的存在。

## 番組来歴

### 1980年代（番組前期）
1982年11月 - 12月ハウフルスの制作により放送開始。
1983年-1984年は日本テレビ制作の5分番組であり、放送時間は地域によって異なっていた。5分時代のフォーマットは、提供前クレ→CM→オープニング→本編(ラストに制作著作クレジットが出る)→提供後クレである。
翌84-85年シーズンからテレビ東京の同時ネット番組に昇格し、放送時間も30分に拡大されのちプライムタイムに移動。
番組オープニングは、毎年ヘリコプターの飛行シーンが登場し、海外のオフピステをトップスキーヤーが滑走する姿を、ヘリから空撮するパターンが多い。ナレーション等の音声は一切なく、テロップによる字幕説明とBGMだけが全編に流れる作り。NG特集の時だけ、ナレーションが入れられた。
80年代後半は「レーシングワールド」などのレギュラーコーナーがあり、ダウンヒル競技などのポールレース競技を取り上げた。80年代後半〜90年代前半にかけて大ブームになった基礎スキーの影響もあり、この頃は基礎スキーが多く取り上げられる。
オープニング・エンディング曲は、毎年洋楽が使用されていたが、J-POPブームの影響もあり、80年代後半になってからは邦楽が大半を占めるようになる。
サロモンの用具提供を受けている者が番組出演者であったが、スキーブーツ、スキービンディングしか自社製品を持たなかったため、出演者の履くスキー板のメーカーはバラバラであった。番組の終わりにはサロモン製スキーブーツとビンディングの視聴者プレゼントがあった。

### 1990年代（番組後期）
1990年4月より冬季期間限定だった放送が年間通じての放送に拡大される。
1990年スキーブーツ、スキービンディングだけの取り扱いだったサロモンが、モノコック構造のスキー板をデビューさせ発売。それまでバラバラであった出演者の使用スキー板のメーカーも、サロモンに統一される。さらにサロモンがゴルフブランド「Taylor Made(テーラーメイド)」の販売を開始。社名が「サロモン&テーラーメイド」になり、サロモン以外にテーラーメイドのCMも流れ始め、夏季には「GOLF NOW」と言う派生番組も制作された。
1992年からナレーターとしてクリス・ペプラーが出演。番組前期にはほとんどなかったナレーションが入り始める。「スキーファイル」などのコーナーが始まり、前期とは内容が少し変わり始める。この頃から爆発的なスキーブーム期が始まり、番組内容も一部の中上級者向けから、レジャー層向けな内容も増え始める。ゲレンデ紹介企画や、レッスン企画もその一端である。番組前期で取り上げる種目、選手はアルペン競技や基礎スキーがほとんどだったが、1980年代後半に台頭し始めたモーグルの企画も増え、後期にはモーグルスキーヤーも多く登場するようになった。
サロモンブランドでのウェア販売も始まり、番組出演者の使用マテリアルのほとんどがサロモンブランドで固められ、メーカーのプロモーション効果に大きく貢献した。
1990年半ば頃、スバルとエビアンがタイアップという形で協賛。番組内の移動シーンでは、「レガシィ」が登場し、出演者がエビアンを飲むシーンが折り込まれる。
しかしブーム下降と共に再び冬季限定へと戻り、やがてスキーブーム終了と長年のスポンサーであったサロモンがアディダスに吸収合併された影響もあり1997年3月をもって14年の歴史に幕を閉じた。

## 放送時期
- 基本的には10月（11月）から3月までの2クール(6ヶ月)の冬季限定だが、スキーブーム絶頂期の1990年から、オフシーズンの夏も含め、1年間通じて放送された年もあった。
- 日本にはまだ降雪の少ない番組開始直後の10月〜12月前半までは、日本が夏の時期、雪のある南半球で撮影されたスキーシーンが放送され、12月頃から日本での撮影シーンを含めた放送を始めることがあった。

## 放送時間
放送時間は深夜帯が多かったが、昼や夕方に放送されたこともあった。
日本テレビ
- 平日24:40 - 24:45（1983年10月10日 - 1984年1月5日）

テレビ東京
- 火曜日23:30 - 24:00（1984年10月2日 - 1985年3月26日、1985年10月1日 - 1986年3月25日、1986年10月7日 - 1987年3月31日）
- 月曜日23:30 - 24:00（1987年10月5日 - 1988年3月28日）
- 日曜日17:00 - 17:30（1988年10月2日 - 1989年3月26日）
- 月曜日24:35 - 25:05（1989年10月2日 - 1990年3月26日）
- 金曜日24:40 - 25:10（1990年4月6日 - 1991年3月29日）
- 水曜日24:40 - 25:10（1991年10月2日 - 1992年3月25日）
- 金曜日24:40 - 25:10（1992年10月2日 - 1993年3月26日）
- 木曜日24:40 - 25:10（1993年10月7日 - 1994年3月31日）
- 月曜日24:45 - 25:15（1994年10月3日 - 1995年3月27日）
- 日曜日12:00 - 12:30（1995年11月5日 - 1996年3月31日）
- 土曜日23:30 - 24:00（1996年11月2日 - 1997年3月29日）

## ネット局
主にスキー場の多い北日本地区でのネットが多かった。
特記がない場合基本的にテレビ東京時代を放送。
- 日本テレビ（'84の制作局）→テレビ東京（'85以降の制作局）
- 北海道文化放送→テレビ北海道
- 青森放送
- 東北放送
- 秋田放送
- 山形放送
- テレビ新潟（'84を放送）
- 富山テレビ
- 福井テレビ
- 中京テレビ→テレビ愛知
- テレビ大阪
- テレビせとうち
- テレビ新広島（サロモンと地元企業の2社提供だったため、オープニングの提供クレジットを差し替えていた）
- TXN九州

ほか

## CM
- テレビ東京（関東広域圏）での放送時、放送中に流れるCMはサロモンのみ。番組中期にはデサントやTaylor Made、番組末期はスバルのCMも流れた。
- 放送されていたサロモンのCMは、アルペン滑降のメダリスト、ギュンター・マーダー出演の競技スキーヤーのメンタルを描いた作品や、モーグルスキーメダリストのエドガー・グロスピロンが出演する、エジプトのテイスト（砂漠、ピラミッド）を取り入れたCMは、アジア広告祭など数多くの賞を受賞したサロモンCMの名作である。CMの演出はいずれもCMディレクターの松原つよし。これらはサロモン本社のあるフランスを始め、欧米で放送された。
- テレビ東京系列ではない地方局でネットされる場合、地方のローカルCMに差し替えられる場合もあった。

## 番組エピソード
- クリス・ペプラーが番組ナレーターをしていることで、一度、クリスの出演するJ-WAVEをパロディ化した我満嘉治の出演する回が放送された。また当時クリス・ペプラーは、スキー経験がなく、来年こそはスキーをやってみたいと、毎年番組で言っていたが、実際にスキーをやったとは言われなかった。

## ビデオ
番組から派生したダイジェスト版やレッスンビデオが発売されていた。
- SKI NOW WORK SHOP(ポニーキャニオン)
- SKI NOWスペシャル(ノースランド出版)
- SKI UP 1,2,3(不明)
- SKI BEAT 1,2,3(不明)

## 再放送
- 1990年旅チャンネルで番組初期のものが数回だけ再放送された。
- 1997年スポーツ・アイ ESPN（現:J sports）にて1年遅れで、SKI NOW'97が放送された。
- 2000年10月から2001年10月にかけて旅チャンネルでSKI NOW'85が放送された。

## 出演者
基本的にサロモンの用具の提供を受けているスキーヤーが登場する。

### 基礎スキー
- 伊東秀人
- 伊藤真紀子
- 上原由
- 小熊恵一
- 我満嘉治
- 五藤伯文
- 小林和仁
- 斉木隆
- 佐藤正人
- 佐藤譲
- 渕上純子
- 山崎操
- 渡辺一樹
- 小野塚喜保
- マーク・ガルシア

### アルペンレーサー
- インゲマル・ステンマルク
- 岡部哲也
- 海和俊宏
- 千葉信哉
- 川端絵美
- キャロル・メルレ
- ディディエ・シュミット

### モーグルスキー
- エドガー・グロスピロン
- ファブリス・ウジエ
- モヒカン小林
- 石田浩
- 里谷多英

## テーマ曲
| 年                | オープニング                              | エンディング                                         |
| ----------------- | ----------------------------------------- | ---------------------------------------------------- |
| 1983              | China Grove（The Doobie Brothers）        | ？                                                   |
| 1985              | PANAMA（ヴァン・ヘイレン）                | 限りなくテンダー（黒住憲五）                         |
| 1986              | INNOCENT TIME（杏里）                     | OVERSEA CALL（杏里）                                 |
| 1987              | STONE COLD LOVER（NAO）                   | 両手のヴァカンス（NAO）                              |
| 1988              | サテンの夢（NAO）                         | Bye Bye "A-SHU-RA"（NAO）                            |
| 1989              | Only in your heart（斉藤さおり）          | Looking For The Future（斉藤さおり）                 |
| 1990              | Always gonna find you（AIR PAVILION）     | Trapped(AIR PAVILION)／Emotion in motion（浜田麻里） |
| 1990（後期）      | Endless Wave（浜田麻里）                  | LAST CHRISTMAS SONG（浜田麻里）                      |
| 1991（初回・2回） | I Live in the City（Electric Angele）     | Heaven And Earth（Kylie Minogue）                    |
| 1991（前期）      | ROMANCE ON THE ROCKS（COMPANY OF WOLVES） | She Waits for Me（エアプレイ）                       |
| 1991（後期）      | -（伊藤精一）                             | TOO BIG（千堂あきほ）                                |
| 1996              | もう一度めぐり会えたら（frasco）          | この瞬間を抱きしめて（frasco）                       |
| 1997              | 僕だけのMoon Rabbit（鶴田加奈子）         | キラキラ（鶴田加奈子）                               |